# Kalvárie (Považská Bystrica)

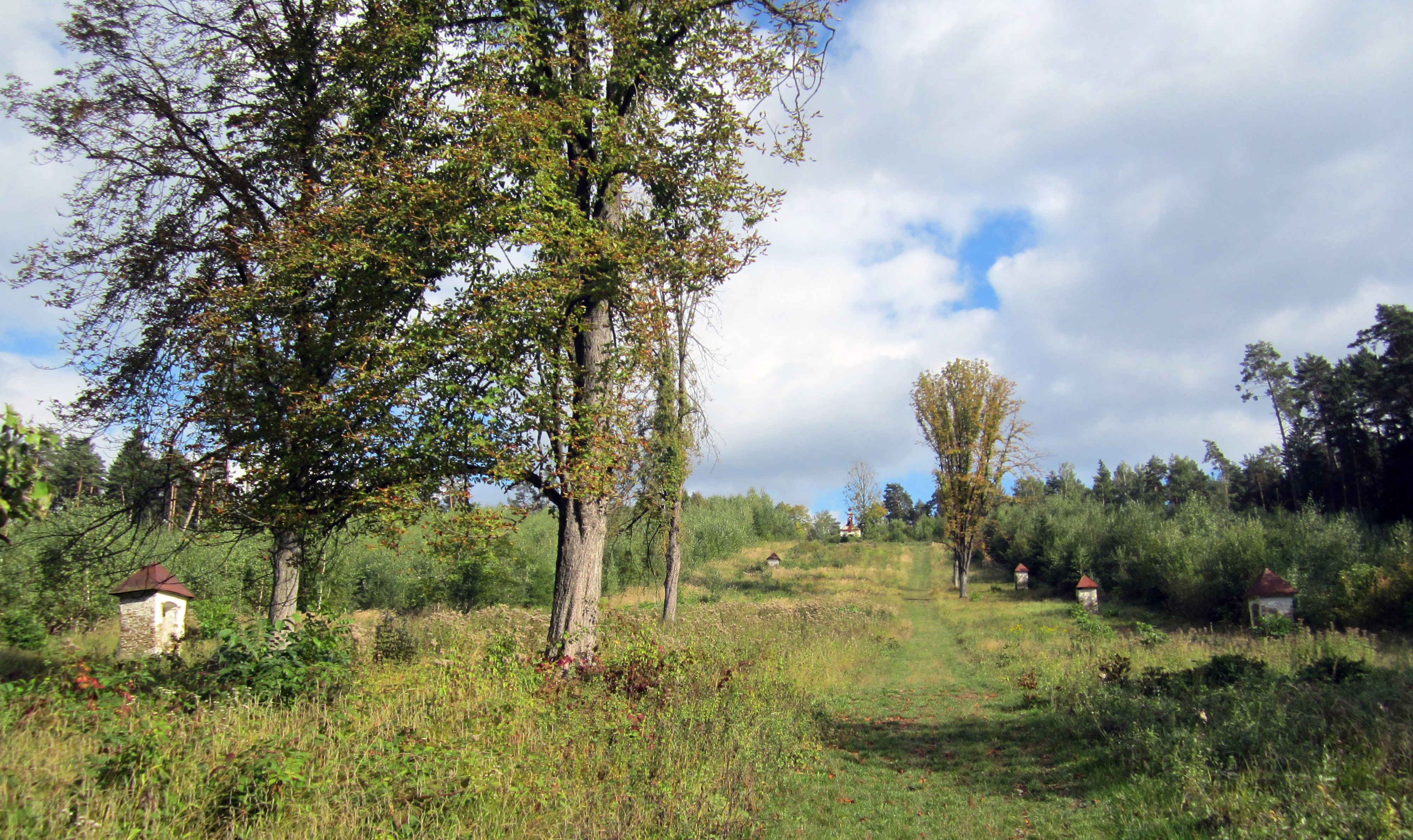
Kalvárie Považská Bystrica

Považskobystrická kalvárie je soubor 14 samostatných sakrálních staveb, z toho třinácti kaplí, představujících výjevy z ukřižování Ježíše a sousoší ukřižování umístěných na kopci zvaném Kamenec v Považské Bystrici. Komplex byl vybudován v letech 1805–1807 v klasicistním stylu. 7. listopadu 1963 byl soubor 14 staveb zapsán na ústřední seznam kulturních památek. Dnes je kalvárie národní kulturní památkou.

## Výstavba a rekonstrukce
Výstavba začala v roce 1805. Duchovním ve městě byl v té době farář Jozef Bobossék (Bobošík). Ke stavbě a udržování se zavázala obec Považská Bystrica smlouvou dne 8. června 1807. Za město ji podepsal rychtář Tomáš Lovíšek.
Areál kalvárie byl dvakrát rekonstruován. Poprvé v 2. polovině 19. století, poslední zásah pochází z roku 1937.

## Stav z roku 2011
Současný stav je velmi špatný. Některé kaple jsou již zaniklé. Výjevy se nenacházejí ve stávajících kaplích. Hlavní kaple Máří Magdalény má rozpadlou střechu a díry ve stěnách, což způsobuje zatékání. Na místě je vidět cennou i když amatérskou snahu o záchranu.
Sousoší Ukřižování se bylo v devadesátých letech restaurované a přeneseno do farního kostela Navštívení Panny Marie.
V roce 2011 město Považská Bystrica spolu s místním farním úřadem ohlásilo snahu o obnovu kalvárie. Do dnešních dnů se však snahu nepodařilo naplno zrealizovat. Byly odstraněny náletové dřeviny a proveden památkový výzkum.  

## Stav v roce 2015
Po velké snaze města spolu s farností se podařilo zrekonstruovat exteriér a střechu kaple Máří Magdalény. Náletové dřeviny jakož i les byly odstraněny, aby tak v souladu s pravidly památkové ochrany takových objektů kalvárie vyzněla jako architektonická dominanta v zemi.

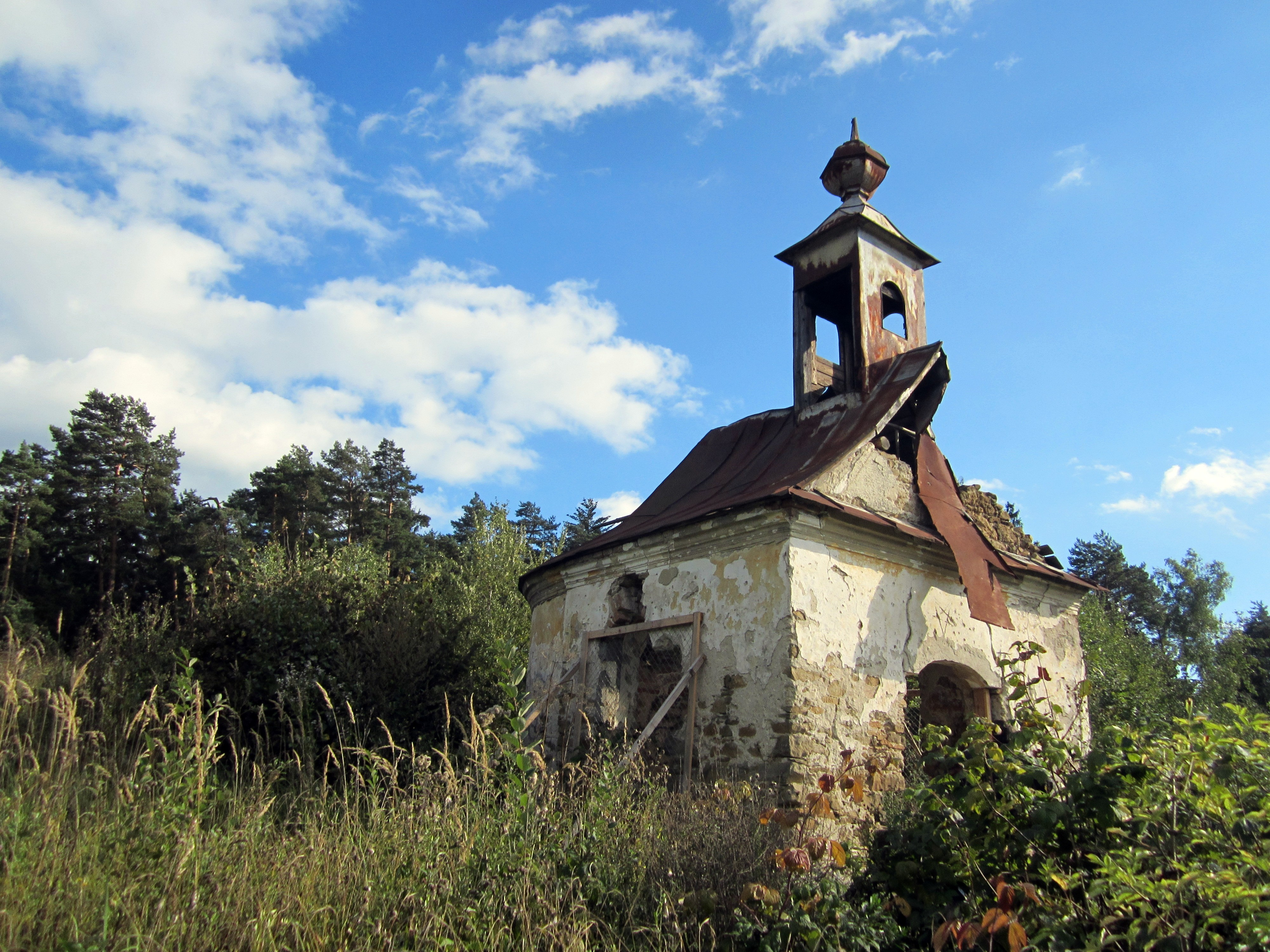
Kaple sv. Marie Magdalény
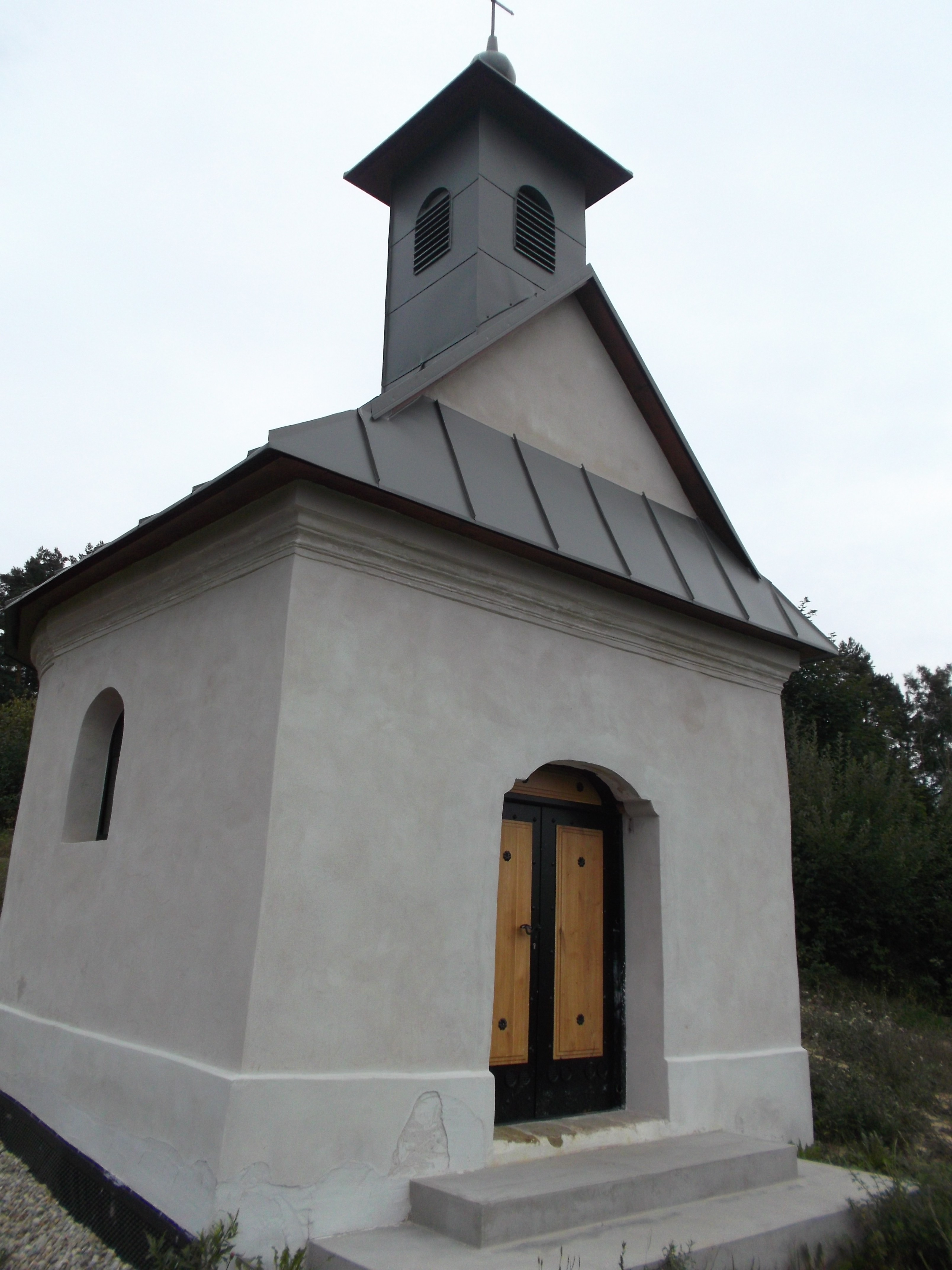
Zrekonstruovaná kaple sv. Marie Magdalény (2015)
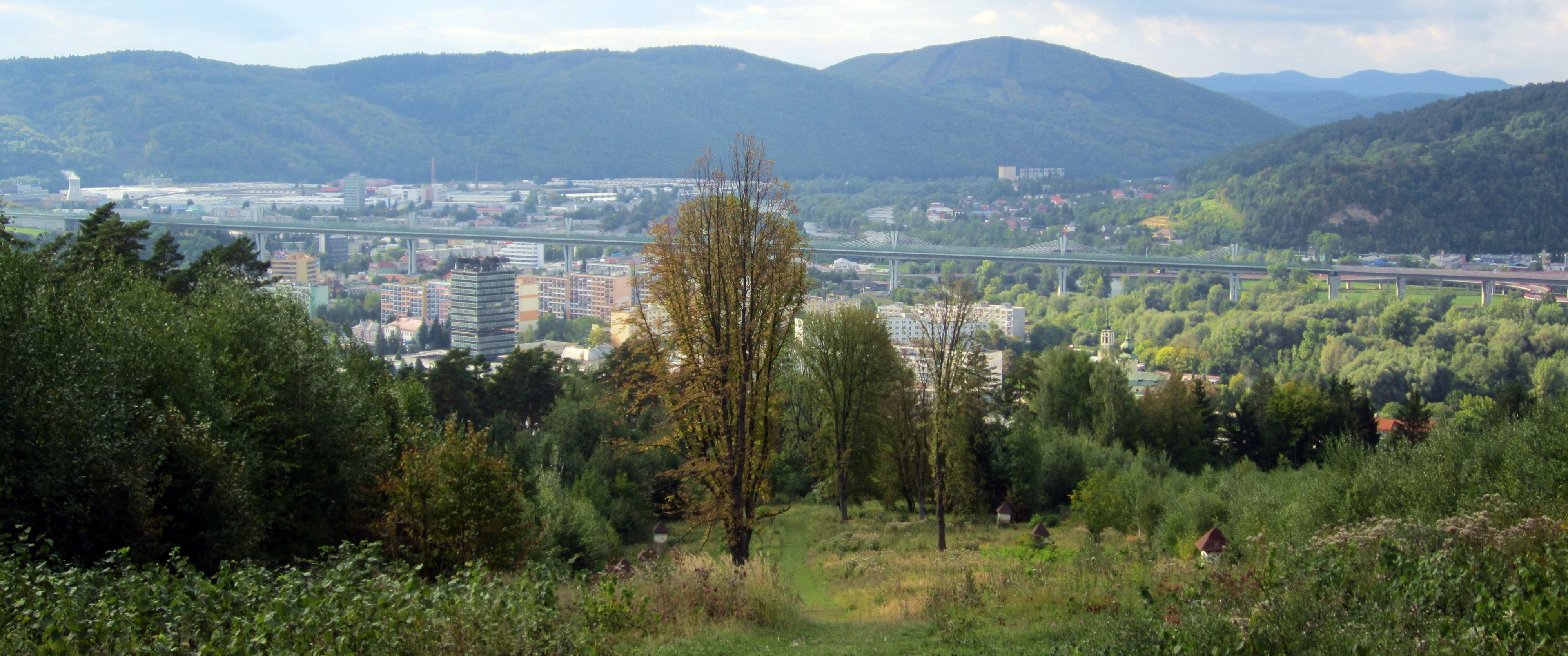
Pohled na město od kalvárie